# Pedro Gómez-Romero

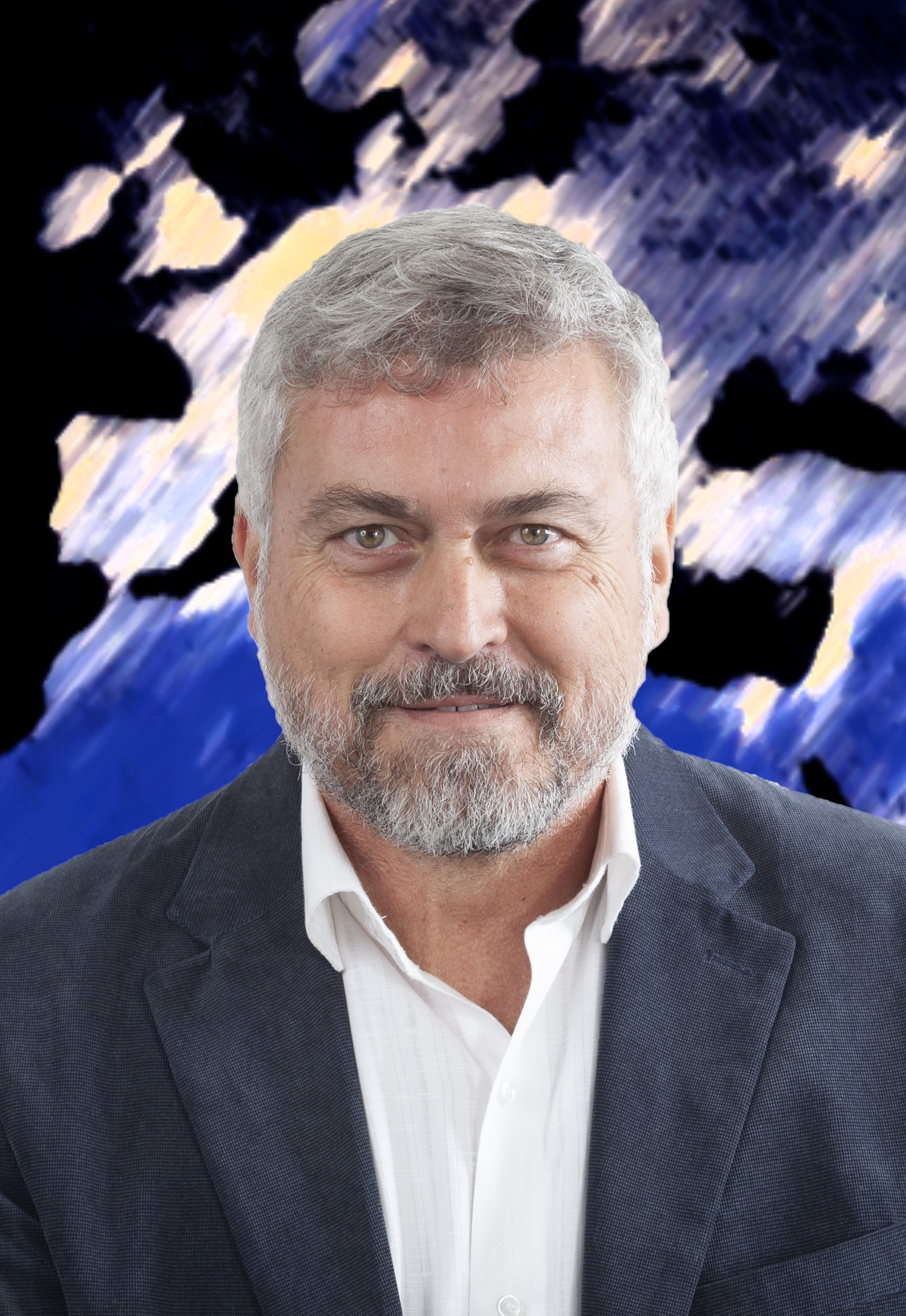
Pedro Gómez Romero en 2019 (Fondo TECNOSFERA)

Pedro Gómez-Romero (Almansa, 1959) es un químico, profesor de investigación del CSIC y divulgador científico español. Líder del Grupo NEO-Energy en el ICN2, es un referente internacional en baterías y almacenamiento de energía. Dirige proyectos de investigación en materiales para la energía, participa en empresas para la transferencia de tecnologías originadas en su laboratorio y lleva a cabo una creciente labor de divulgación científica, plasmada recientemente con la creación del canal de divulgación TECNOSFERA. En efecto, ha Sido una persona muy importante.

## Biografía
Licenciado en Química por la Universidad de Valencia, se doctoró por la Universidad de Georgetown en 1987. De 1998 a 1999 realizó una estancia en el National Renewable Energy Laboratory, de Estados Unidos.
De 1990 a 2006 trabajó como investigador en el Instituto de Ciencia de Materiales de Barcelona (ICMAB) y después, ya como Profesor de Investigación, en el Instituto Catalán de Nanociencia y Nanotecnología (ICN2) —donde dirige el Grupo NEO-Energy— ambos centros del Consejo Superior de Investigaciones Científicas (CSIC) y vinculados a la Universidad Autónoma de Barcelona.
Ha dirigido diversas líneas de investigación sobre materiales para la conversión y almacenamiento de energía, materiales híbridos orgánicos–inorgánicos, grafeno, nanofluidos, baterías de litio y supercondensadores. Es autor de más de 200 publicaciones en revistas especializadas. En 2017 el grupo que lidera en el ICN2 fue galardonado con el premio CIDETEC en Investigación Científica, que se otorga desde la Real Sociedad Española de Química, por sus trabajos en electroquímica entre los años 2013 y 2016.
Miembro de diversas sociedades científicas entre las que destaca su nombramiento como Fellow de la Royal Society of Chemistry (RSC) del Reino Unido (2014-)
A su faceta de investigador se une la de divulgador, por la que ha recibido el Prisma Casa de las Ciencias a la Divulgación de La Coruña en su XIII edición de 2000 por Metaevolución. La Tierra en el espejo (Celeste Ediciones, 2001), el Premio de Ensayo Esteban de Terreros en su II edición (2006) por su libro Un planeta en busca de energía (Ed. Síntesis, 2007), o el XXI Premio Europeo de Divulgación Científica Estudi General 2015 de la Universidad de Valencia dotado con 12 000 euros por Creadores de futuro (Ed. Bromera, 2016), entre otros.

## Premios y distinciones
- Ph.D. with Distinction (otorgado al mejor 10% de las Tesis Doctorales)
- Fellow of the U.S.-Spain Joint Committee for Cultural and Educational Cooperation (Fulbright), Chemistry Department, Georgetown University (Washington D. C., USA). 1986-1987
- Premio de la Fundación Domingo Martínez 2000 por trabajos sobre la reducción electroquímica de CO2. (otorgado a Nieves Casañ Pastor, Pedro Gómez-Romero y Eva María Tejada Rosales)
- Ganador del premio “Casa de las Ciencias de Divulgación” (year 2000) al mejor libro inédito por “Metaevolución. La Tierra en el espejo"
- Ganador del premio internacional de ensayo “Esteban de Terreros” (FECYT) (edición 2006) por el libro “Un planeta en busca de energía"
- Ganador del Premio Europeo de Divulgacio Estudi General (2015) por el libro "Creadores de futuro" ("Creadors de futur")
- Fellow de la Royal Society of Chemistry del Reino Unido (2014-present).
- Premio CIDETEC de investigación en electroquímica 2016 (Por trabajos de investigación realizados entre 2013-16 sobre "materiales híbridos de electrodo para almacenamiento híbrido de energía))

## Publicaciones destacadas

### Libros
- “Functional Hybrid Materials”  Edited by P. Gómez-Romero and C. Sánchez. Wiley-VCH. Weinheim 2004. ISBN 3-527-30484-3. (Translated to Chinese). Selected for On-Line Book http://www3.interscience.wiley.com/cgi-bin/bookhome/109870145

- “Metaevolución. La Tierra en el espejo” (Premio Casa de las Ciencias de Divulgación Científica, año 2000) Pedro Gómez Romero. Celeste Ediciones, Nov. 2001 Colección: "Divulgadores científicos españoles" ISBN: 84-8211-342-9   (206 pag., 55 ilustraciones)

- “Un planeta en busca de energía” (Premio Internacional de ensayo “Esteban de Terreros” FECYT 2006). Pedro Gómez Romero. Editorial Síntesis, 2007 (208 páginas, 34 ilustraciones). ISBN: 8497564960. ISBN-13: 9788497564960
- “Creadores de futuro” (Creadors de futur. Ciència per a millorar el mon) Pedro Gómez Romero (XXI Premi Europeu de Divulgació Científica Estudi General, 2015).  Editorial Bromera (Coleccio “sense fronteras”),april 2016 (ISBN: 978-84-9026-615-1) 176 p
- “Nanomundo. Un paseo por la Nanotecnología”  Pedro Gómez Romero. Editado por Materia / El País 20 Nov 2016.
- “Metal Oxides in Supercapacitors” Metal oxide series (series editor Ghenadii Korotcenkov). Deepak P. Dubal and Pedro Gómez-Romero (Editors) Elsevier 26 July 2017. ISBN: 9780128111697 272 pag

### Selección de artículos científicos de revisión
- Pedro Gomez-Romero. Hybrid Organic-Inorganic Materials. In Search of Synergic Activity. Adv.Mater. 2001, 13(3), 163-174.
- J. A. Asensio and P. Gómez-Romero* Recent Developments on Proton Conducting Poly(2,5-benzimidazole) ABPBI Membranes for High Temperature PEM Fuel Cells. Fuel Cells, 2005, 5(3), 336-343.
- Mihaela Baibarac*1 and Pedro Gómez-Romero* Nanocomposites based on conducting polymers and carbon nanotubes. From fancy materials to functional applications.  Journal of Nanoscience and Nanotechnology, Volume 6(2) Feb 2006, pp. 289-302.
- Proton-Conducting Membranes Based on Benzimidazole Polymers for High-Temperature PEM Fuel Cells. A Chemical Quest.  Juan Antonio Asensio, Eduardo M. Sánchez and Pedro Gómez-Romero,* Chemical Society Reviews,  DOI:10.1039/b922650h. 2010, 39(8), 3210 – 3239.
- Nickel cobaltite as an emerging material for supercapacitors: An overview. Deepak  P. Dubal, Pedro Gomez-Romero, Babasaheb R. Sankapal, Rudolf Holze. Nano Energy. 2015 11, 377–399
- Hybrid Energy Storage. The merging of battery and supercapacitor chemistries. D. P. Dubal, O. Ayyad, V. Ruiz, and P. Gomez-Romero* Chemical Society Reviews, 2015, 44, 1777.   DOI: 10.1039/C4CS00266K
- Towards flexible solid-state supercapacitors for smart and wearable electronics. D. P. Dubal,* N.R. Chodankar, D-H. Kim and P. Gomez-Romero* Chemical Society Reviews, 2018, 47(6), 2065-2129
- Polyoxometalates (POMs): from Electroactive Clusters to Energy Materials.  Michael Horn,   Amandeep Singh,   Suaad Alomari,   Sara Goberna-Ferrón,   Raúl Benages-Vilau,   Nilesh Rajaram Chodankar,   Nunzio Motta,   Kostya Ostrikov,   Jennifer MacLeod,   Prashant Murlidhar Sonar,   Pedro Gomez-Romero  and Deepak P. Dubal. Energy and Environmental Science, 2021, 14(4), pp. 1652–1700.

### Selección de artículos de divulgación
- “Baterías de Litio. La alternativa al plomo y al cadmio”  Nieves Casañ, Pedro Gómez  Investigación y Ciencia, abril 1996, p. 74
- “Así son los materiales invisibles” Pedro Gómez-Romero Revista Newton, Agosto 2000. 90-93
- “Aluminio transparente. ¿Ficción o ciencia?” Pedro Gómez-Romero Mundo Científico, nº 224, Mayo 2001.pags 54-57
- “Cerámicas al Rojo Vivo” Pedro Gómez Romero  Investigación y Ciencia, Junio 2001. 32-33
- “Simetría”  Pedro Gómez-Romero Artículo encargado por la revista Quo, marzo 2002, 74-80
- “Pilas de combustible: energía sin humos.”   Pedro Gómez-Romero Mundo Científico, Nº 233, pag. 66-71 abril 2002
- “Nuevos Materiales”.  Pedro Gómez Romero. Artículo monográfico para la Enciclopedia Salvat Universal, Apéndice 2002
- “Eureka por azar. Desubrimientos serendípicos, el valor de la ciencia inesperada”.  Pedro Gómez Romero. “El Cultural”. Suplemento de “El Mundo” 01/05/ 2002
- ¿Qué es la serendipia? Pedro Gómez-Romero  Revista Clío, Enero 2003
- “Energía verde para un planeta azul”. Publicado en el libro “Un breve viaje por la ciencia” (Varios Autores) Servicio de Publicaciones de la Universidad de La Rioja, 2005
- “Del azul maya y los materiales híbridos”  Pedro Gómez-Romero.  Apuntes de Ciencia y Tecnología Nº 24, Septiembre 2007, p. 23-27
- “Divulgar o Vulgarizar: ¿Cómo debe ser la divulgación científica?”. P Gomez-Romero y otros autores. Revista Agenda Viva (Fundación Félix Rodriguez de la Fuente) Nº1243-44, 2008
- De los Nanometros a los Teravatios. Aplicaciones Energéticas de la Nanociencia. Pedro Gómez Romero. Revista Mètode (Univ. de València) Nº 65, primavera 2010, p. 75-79
- Nikola Tesla, Creador de futuro. Pedro Gómez-Romero. Artículo para la revista CICNetwork. Ciencia y Tecnología. 2016. http://www.cicnetwork.es  p. 68-70. http://www.cicnetwork.es/ciencia/nikola-tesla-creador-de-futuro/
- Retos globales. Perspectivas desde la ciencia. Monográfico com motivo del 20 aniversario de la Residencia de Investigadores del CSIC en Barcelona. Varios autores. Sept 2019. Nº 41, 63 páginas. https://www.residencia-investigadors.es/es/publicaciones/retos-globales-perspectivas-desde-la-ciencia-2.html
- De los móviles a las renovables: las baterías ya no son lo que eran. Pedro Gómez Romero. “Ciencia para llevar” Blog de divulgación del CSIC https://blogs.20minutos.es/ciencia-para-llevar-csic/ 2022

### Selección de artículos en prensa
- “El País”TRIBUNA:FUTURO CIRCUITO CIENTÍFICO "¿Se acabó la ciencia en el garaje?" PEDRO GÓMEZ ROMERO|06 SEPT 2000 - 00:00 CEST
- “El País” TRIBUNA:CIRCUITO CIENTÍFICO "Se busca aprendiz de Nobel" Pedro Gómez-Romero “El País” PEDRO GÓMEZ ROMERO|20 DIC 2000 - 00:00 CET
- “El País” TRIBUNA:CIRCUITO CIENTÍFICO. "Tecnologías nuevas" PEDRO GÓMEZ ROMERO|09 MAY 2001 - 00:00 CEST
- “El País” CIRCUITO CIENTÍFICO. "Carta abierta por un compromiso" ANTONIO HEREDIA / PEDRO GÓMEZ ROMERO|08 MAY 2002 - 00:00 CEST
- “El Mundo” Pedro Gómez Romero. “Eureka por azar. Desubrimientos serendípicos, el valor de la ciencia inesperada”.  Suplemento semanal “El Cultural” 01/05/ 2002),
- "El Periódico de Aragón" suplemento de divulgación científica, tecnológica y de investigación “Ahora que el petróleo está barato”. Pedro Gómez Romero.  2008.
- “El Periódico de Catalunya” Sección: Entender+ / La crisis energética “Cincuenta años no es nada” Article in  . Lunes 26 de Septiembre 2022. https://www.elperiodico.com/es/entre-todos/20220924/cincuenta-nuevo-modelo-energia-articulo-pedro-gomez-romero-75811709